# 임베디드 비주얼 베이직
임베디드 비주얼 베이직(Embedded Visual Basic) 또는 eVB는 마이크로소프트 비주얼 베이직의 구현으로, PDA, 휴대폰, 포켓 컴퓨터 및 기타 프로그래밍 가능한 전자 시스템과 같은 임베디드 시스템을 위한 프로그램을 생성하도록 고안되었다. 일반적으로 윈도우 임베디드 컴팩트에서 사용된다. 이 도구 자체는 윈도우 98, 윈도우 NT, 윈도우 XP 및 후속 운영 체제와 같은 데스크톱 운영 체제에서 실행된다. 이 도구는 윈도우 NT 임베디드용 실행 파일을 컴파일할 수도 있다.
임베디드 비주얼 베이직은 마이크로소프트에서 제공되며, 마이크로소프트 비주얼 C++ 문서에서 다루는 임베디드 Visual C++ (eVC++), 임베디드 비주얼 J++ (eVJ++)를 비롯한 다른 도구 및 윈도우 임베디드 컴팩트용 관계형 데이터베이스 시스템(비주얼 폭스프로의 사실상 대체품)과 함께 제공된다. 중앙적으로 중요한 윈도우 임베디드 컴팩트 관련 도구는 액티브싱크로, 데스크톱 컴퓨터에서 장치에 접근할 수 있게 하며 제어판 기능(예: 프로그램 설치 및 제거)을 제공한다. 다른 도구 중에는 윈도우 임베디드 컴팩트용 RegEdit 버전도 있다.
이러한 도구의 구현은 마이크로소프트 오피스의 포켓 버전을 자동화하는 프로그램을 작성하는 데 사용할 수 있는 개체와 구성 요소를 제공하며, 이는 포켓 오피스 제품군을 위한 스크립팅 및 매크로 기능을 얻는 한 가지 방법이 될 것이다. 임베디드 비주얼 인터데브(Visual InterDev) 버전은 없으며, MSDN이나 마이크로소프트 비주얼 소스세이프도 윈도우 임베디드 컴팩트로 포팅되지 않았다. 윈도우 임베디드 컴팩트에서 비주얼 베이직 기능을 얻는 다른 방법은 설치 CD-ROM에서 제공되는 비기본 설치인 윈도우 스크립트 호스트 구현을 설치하는 것이다.
임베디드 비주얼 베이직, 비주얼 J++, 비주얼 C++ 도구의 버전 3은 비주얼 베이직 6.0, 비주얼 J++ 6.0, 비주얼 C++ 6.0의 언어 및 구현과 유사하다. 이러한 도구를 설치하기 위한 CD-ROM은 마이크로소프트에서 무료로 제공되었다. 후자의 추가 업데이트인 버전 4.5도 사용할 수 있다. .닷넷 시스템용 프로그래밍 도구도 마이크로소프트에서 생산한다. 윈도우 임베디드 컴팩트 머신 자체에서 실행할 수 있는 베이직 개발 도구 중 하나는 타사 NS 베이직이다.